# Foja-gebergte
Het Foja-gebergte (Indonesisch: Pegunungan Foja) is een gebergte in het noordelijke deel van de Indonesische provincie Papua dat ongerepte regenwouden omvat. Aan het begin van de 21e eeuw is een drietal ecologische expedities uitgevoerd in het gebied, waarbij nieuwe soorten werden beschreven.

## Flora en fauna
Naast verschillende soorten planten, insecten en kikkers, ontdekte men in de bossen van het Foja-gebergte ook een nieuwe soort gekko (Cyrtodactylus sp. nov.) en enkele onbekende vogels en zoogdieren. De nieuw beschreven vogelsoorten zijn een honingeter (Melipotes carolae) en een muskaatduif (Ducula sp. nov.). De nieuw ontdekte zoogdieren zijn een buidelslaapmuis (Cercartetus cf. caudatus), een bloesemvleerhond (Syconycteris sp. nov.), een dwergwallabie (Dorcopsulus sp. nov.), een boommuis (Pogonomys sp. nov.) en een reuzenwolrat (Mallomys sp. nov.). Daarnaast werden voor het eerst exemplaren van de geelkuiftuiniervogel (Amblyornis flavifrons) en de zesdradige paradijsvogel (Parotia berlepschi) gefotografeerd en werd een nieuwe populaties van de zeldzame goudmantelboomkangoeroe (Dendrolagus pulcherrimus) en de zwartharige vachtegel (Zaglossus bartoni) gevonden.